# Kogenbroich

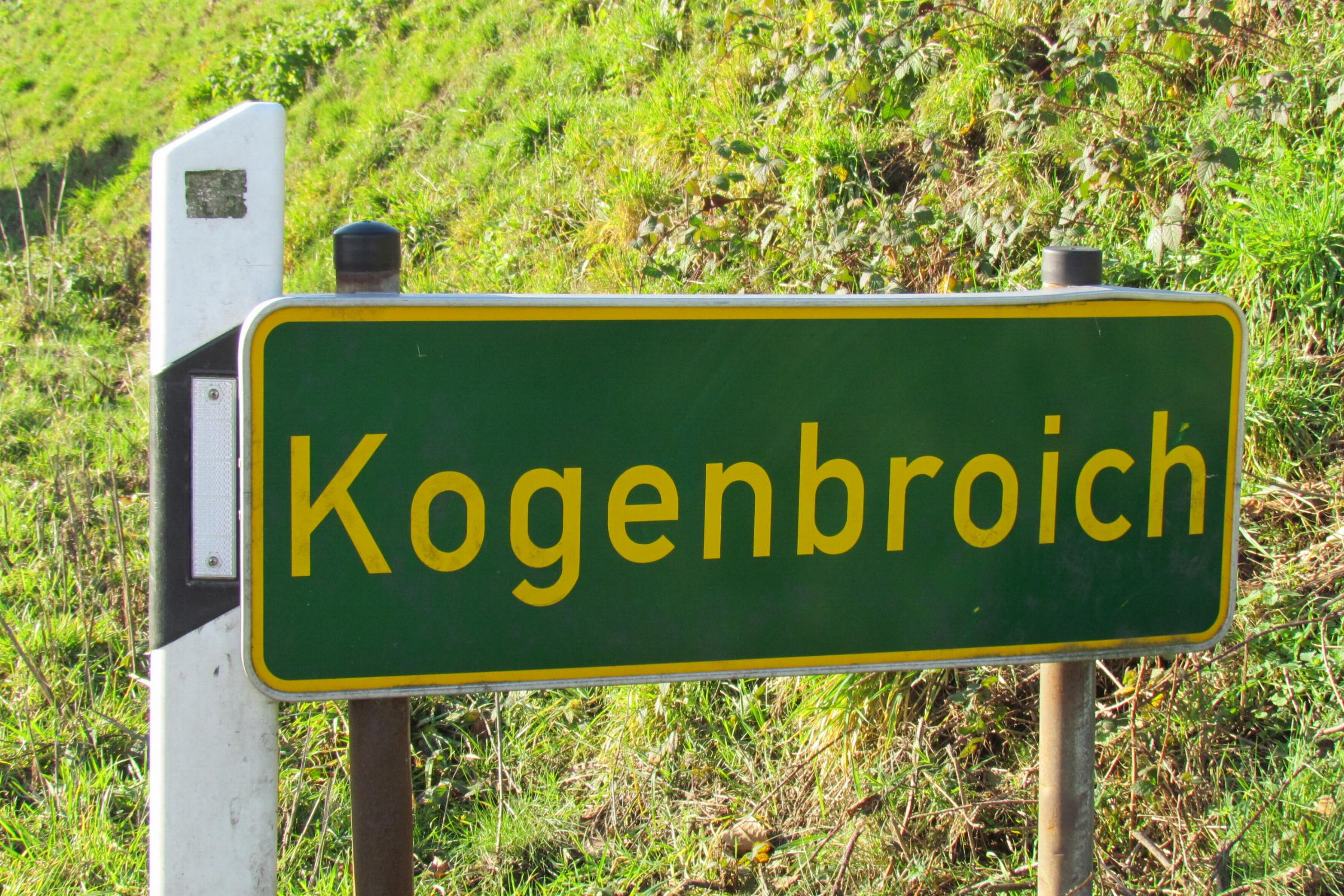
Ortsbeschilderung

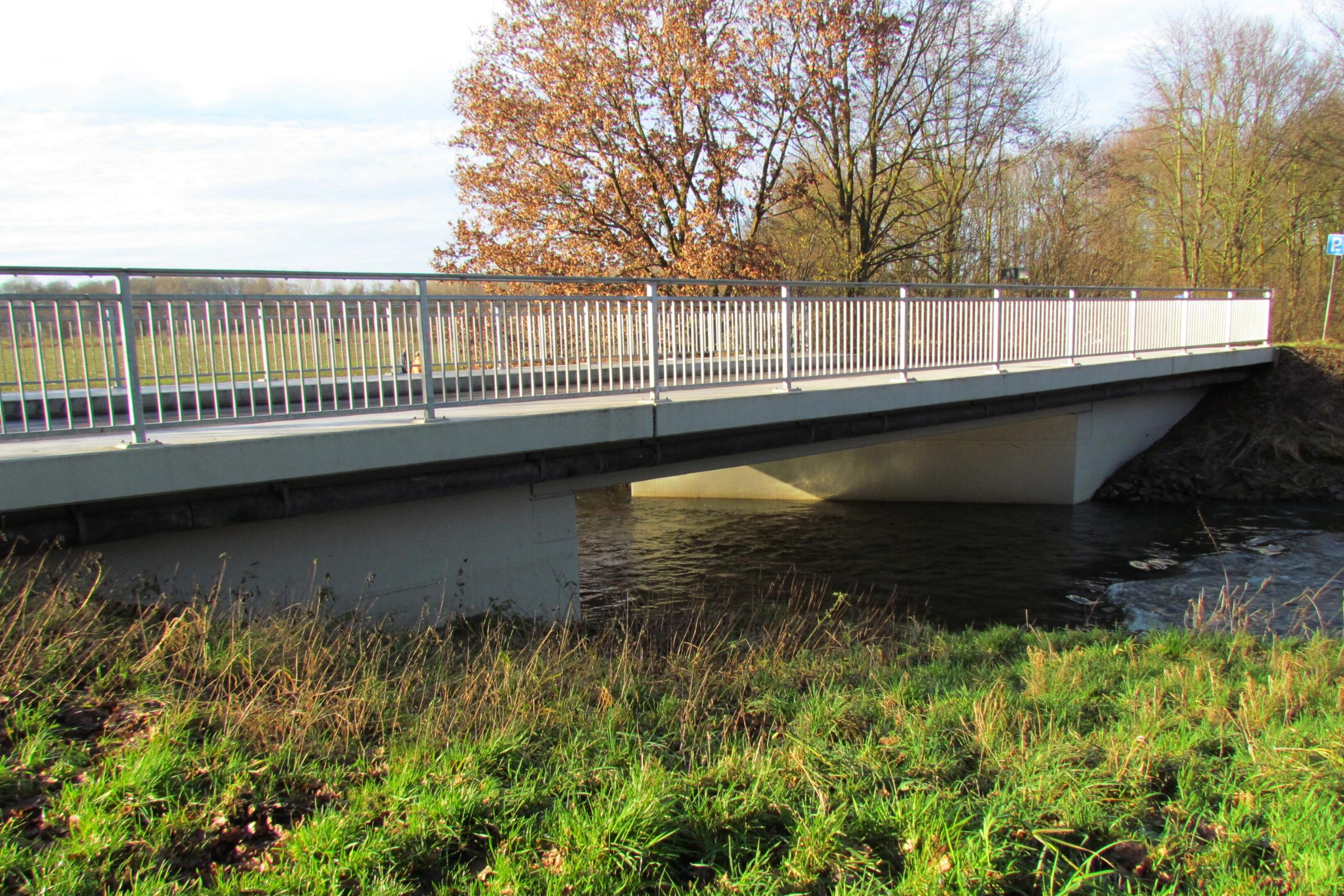
Die Wurmbrücke bei Kogenbroich

Kogenbroich ist ein Ortsteil der Mittelstadt Geilenkirchen im Kreis Heinsberg in Nordrhein-Westfalen.

## Geographie

### Lage
Kogenbroich liegt nordöstlich von Geilenkirchen im Tal der Wurm an der Landesstraße 42, die von Randerath über Geilenkirchen nach Heerlen (Niederlande) führt.

### Gewässer
Die Wurm versorgte auf einer Flusslänge von 53 km zahlreiche Mühlen mit Wasser. Die Quelle der Wurm liegt südlich von Aachen bei 265 m über NN. Die Mündung in die Rur ist bei der Ortschaft Kempen in der Stadt Heinsberg bei 32 m über NN. Ende der 1960er, Anfang der 1970er Jahre wurde eine Wurmbegradigung durchgeführt. Der geschwungene, ab und an mäandrierende Flusslauf verschwand zu Gunsten einer einfachen Trassenführung. Die Flusslänge verkürzte sich und die Strömungsgeschwindigkeit nahm zu. Für die Menschen in Kogenbroich verbesserte sich der Hochwasserschutz und die Bewirtschaftung der Wiesen und Benden.

### Nachbarorte
| Hoven     | Kraudorf                                    | Flahstraß  |
| Tripsrath | Kompassrose, die auf Nachbargemeinden zeigt | Leiffarth  |
| Hochheid  | Süggerath                                   | Müllendorf |

### Siedlungsform
Kogenbroich ist ein beidseitig, locker bebauter Weiler mit einer kleinen Stichstraße in der Wurmniederung in ländlicher Umgebung. Nach Norden schließt sich das Gut Zumdahl als Hofanlage an.

## Geschichte

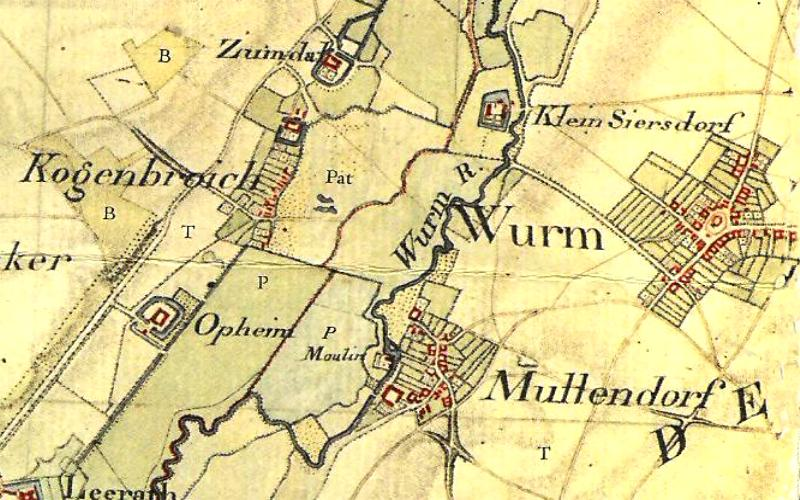
Kogenbroich auf der Tranchotkarte 1803–1820

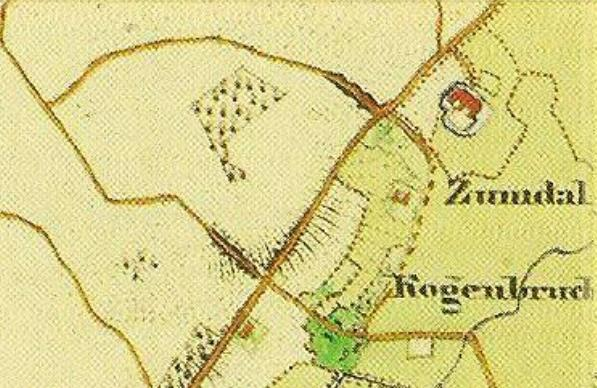
Kogenbroich auf der Urkatasterkarte 1846

### Ortsname
- 1565 Kogelbroech
- 1589 Kogenbruch
- 1608 auf dem Kogenbroich
- 1846 Kogenbruch auf der Urkatasterkarte

### Ortsgeschichte
Kogenbroich gehörte früher zum Jülicher Amt Randerath. Über die Geschichte des Ortes im Kirchspiel Kraudorf ist wenig bekannt. Er gehörte zur Herrschaft und zum Gericht Randerath.
Kogenbroich hatte 1828 insgesamt 89 Einwohner, 1852 waren es 152 Einwohner und der Ort gehörte zur Bürgermeisterei Randerath. Im Zuge der Gebietsreform zum 1. Januar 1972 wurden die Orte Hoven, Kogenbroich, Kraudorf und Nirm von der Bürgermeisterei Randerath in die Stadt Geilenkirchen übernommen. Rechtsnachfolger ist nach § 29 des Aachen-Gesetzes die Stadt Geilenkirchen.

### Kirchengeschichte
Die Pfarre St. Gertrud Kraudorf setzt sich aus den Orten Kraudorf, Kogenbroich, Nirm, Hoven, Leerodt und Zumdahl zusammen. Die Bevölkerung besteht zum größten Teil aus Katholiken.
1451 wurde zum ersten Mal eine Kyrche zo Kruytdorp erwähnt. Zu dieser Zeit wurde auch der Fußboden neu verlegt. Mit derselben Fliesenart, die das Prämonstratenserkloster zu Heinsberg erhalten hat. Eine baugeschichtliche Untersuchung von 1950 zeigt eine Saalkirche von 11 m Länge und 7 m Breite. Die Fundamente bestehen aus Quarzitsandstein, Kalkstein, röm. Werksteinen und Dachpfannen. Die Datierung wird grob in das 10./11. Jahrhundert gelegt, da für die Untersuchungen nur ein Tag zur Verfügung stand. Eine ältere Holzkirche wird vermutet.
1521 wurde der Priester Hubert Hutmann († 1563) vom Jülicher Herzog, dem Dechant von Susteren als Pastor für Kraudorf präsentiert. Er war gleichzeitig Vikar des Johannesaltars in Randerath. Bei der Einrichtung des Bistums Aachen 1804 kam die Pfarre vom Bistum Lüttich an das neue Bistum und wurde dem Kanton Geilenkirchen zugeteilt. Als das wiedererrichtete Erzbistum Köln 1827 eine Neuorganisation vornahm, wurde aus dem Kanton das Dekanat Geilenkirchen. Seitdem gehört die Pfarre zu diesem Dekanat.
Im Zuge der Pfarrgemeindereformen im Bistum Aachen wurde die ehemals eigenständige katholische Pfarrgemeinde St. Gertrud Kraudorf in die Gemeinschaft der Gemeinden (GdG) St. Bonifatius Geilenkirchen eingegliedert.

## Politik
Gemäß § 3 (1) e) der Hauptsatzung der Stadt Geilenkirchen bilden die Orte Kraudorf, Nirm, Kogenbroich und Hoven einen Stadtbezirk. Der wird durch einen Ortsvorsteher im Stadtrat der Stadt Geilenkirchen vertreten.

## Sehenswürdigkeiten

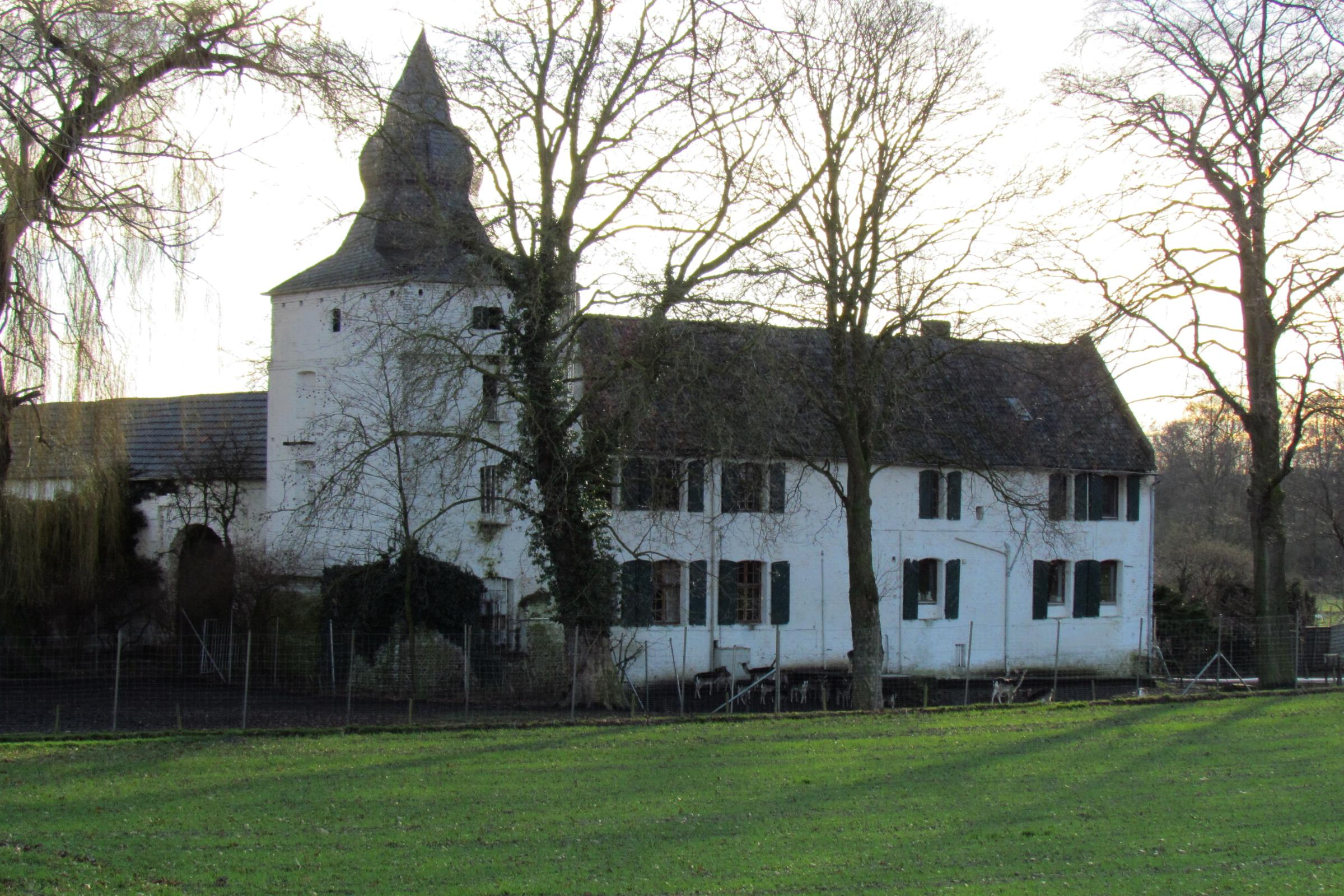
Gut Zumdahl bei Kogenbroich

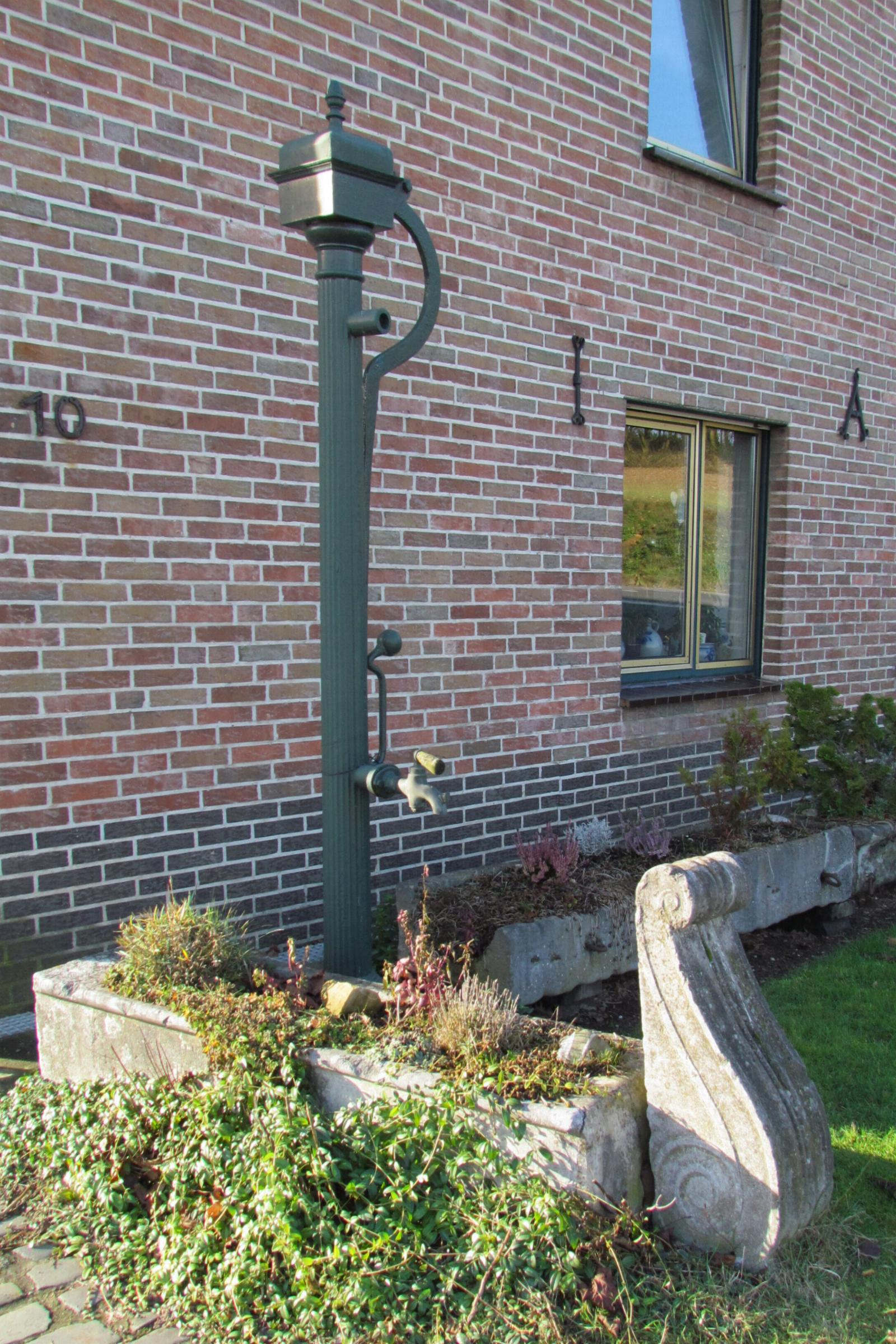
Alte Pumpe

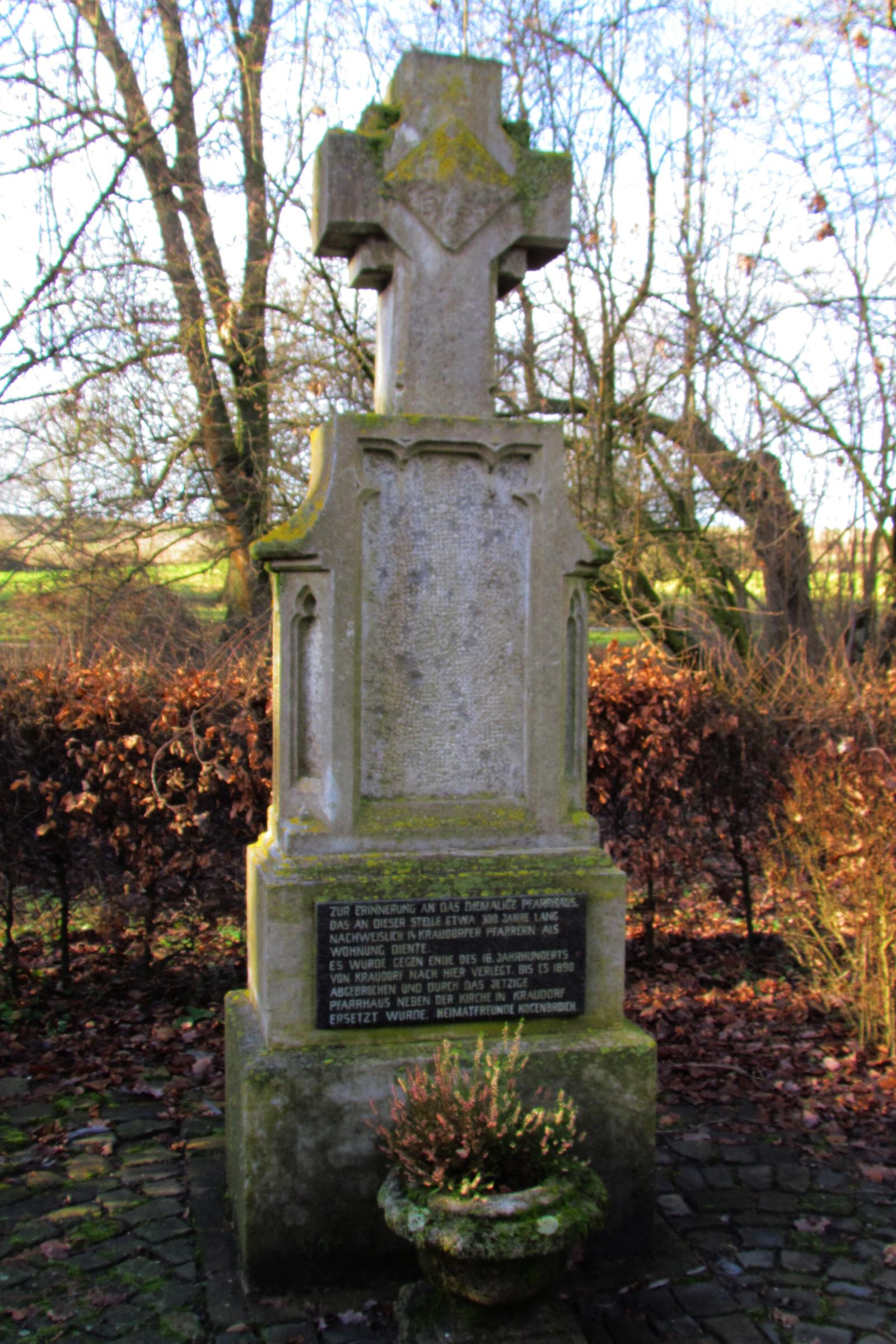
Gedenkkreuz

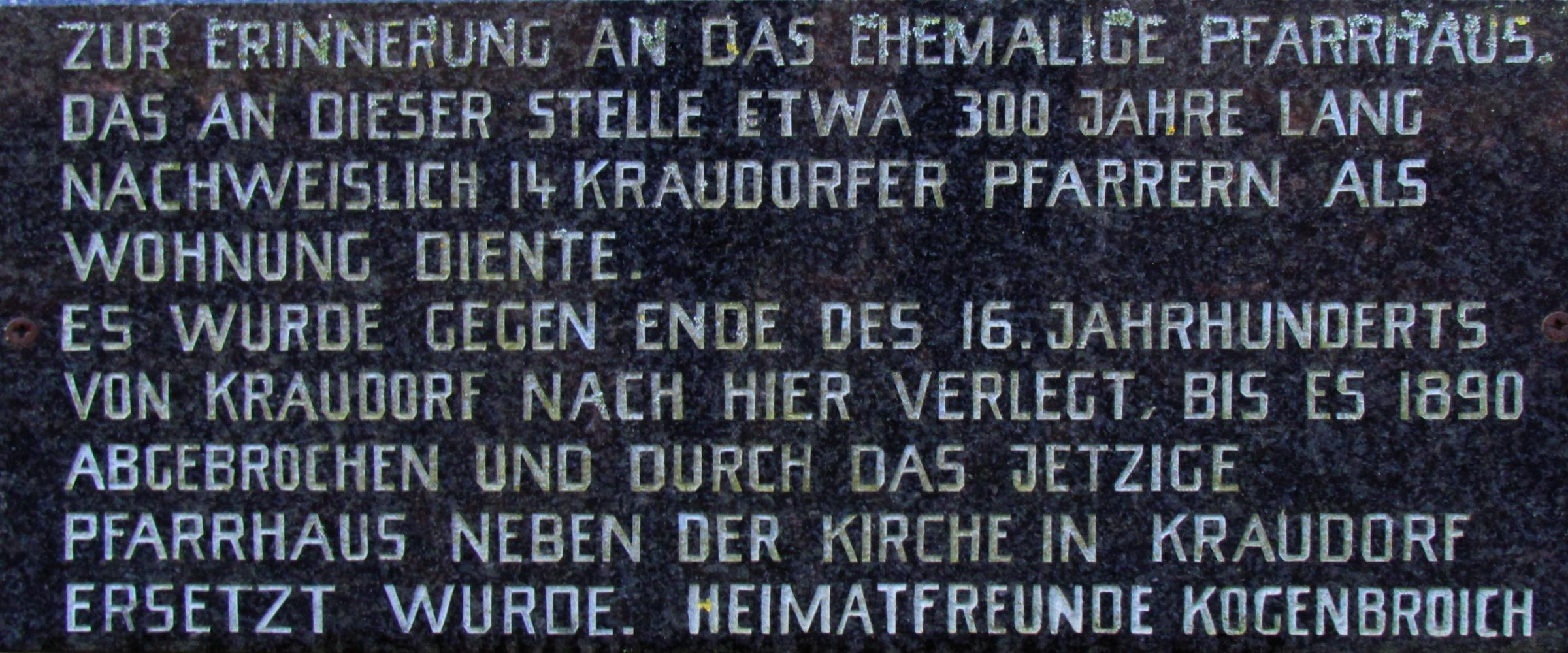
Gedenkschrift

- Katholische Pfarrkirche St. Gertrud als Denkmal Nr. 7
- Buntverglasung in der Katholischen Pfarrkirche[5]
- Katholisches Pfarrhaus in Kraudorf
- Kapelle der Schmerzhaften Mutter Maria, zwischen Kraudorf und Nirm
- Haus Zumdahl, rechteckige Hofanlage mit Turm und Wassergraben als Denkmal Nr. 41
- Gut Leerodt, ehemalige Wasseranlage als Denkmal Nr. 46
- Fußfallstationen zwischen Randerath und Nirm als Denkmal Nr. 44
- Wegekreuz in Kogenbroich
- Findling aus Nievellsteiner Sandstein an der L 42

## Infrastruktur
- Im Dezember 2015 lebten in Kogenbroich 84 Personen.
- Es existieren mehrere landwirtschaftliche Betriebe mit Tierhaltung, ein Garten- und Landschaftsbaubetrieb und mehrere Kleingewerbebetriebe.
- Der Spielplatz für Kogenbroich befindet sich am Sportplatz in Kraudorf.
- Der Ort hat Anschluss an das Radverkehrsnetz NRW.

## Schulwesen
- Volksschule Kraudorf auch für Kogenbroich 1925: 1 Klasse, 1 Stufe, 1 Lehrer, 58 Kinder
- Volksschule Kraudorf-Nirm auch für Kogenbroich 1965: 2 Klassen, 2 Lehrerstellen, 56 Kinder

## Verkehr
Die AVV-Buslinie 407 der WestVerkehr verbindet Kogenbroich an Schultagen mit Geilenkirchen und Hückelhoven.
| Linie | Verlauf |
| ----- | --- |
| 407   | (Myhl –) Gerderath – Altmyhl – Ratheim – Millich – Hückelhoven (– Hilfarth – Himmerich – Randerath Bf – (Hoven – Kraudorf –) Nirm – Kogenbroich – Müllendorf – Süggerath Mühlenkamp – Geilenkirchen Bf) |

## Vereine
- Interessengemeinschaft der Pfarre Kraudorf e. V.[6]
- Löscheinheit Nirm
- St. Antonius-Schützenbruderschaft Kraudorf-Nirm aus 1912
- Trommler- und Pfeifferkorps Kraudorf-Nirm
- FSV (Fußballsportverein) Kraudorf-Uetterath e. V.
- Kirchenchor St. Cäcilia aus 1874 (1998 mit dem Kirchenchor Würm fusioniert; 2003 aufgelöst)

## Regelmäßige Veranstaltungen
- Patronatsfest und Krönungsfeier der Majestäten
- Kirmeswochenende in der Pfarre von Freitag bis Sonntag
- Vogelschuss der Schützenbruderschaft eine Woche nach der Kirmes
- St. Martin-Umzug im Bereich der Pfarre
- Sommerfest des FSV Kraudorf-Uetterath e.V
- Alle zwei Jahre Sommerfest des Trommler- und Pfeifferkorps Kraudorf-Nirm
- In dem Jahr, in dem der Trommel- und Pfeifferkorps keine Veranstaltung hat, Lampionfest der Löscheinheit Nirm
- Dorffest der Dorfgemeinschaft Kogenbroich

## Straßennamen
In Kogenbroich gibt es keine Straßenbezeichnungen, sondern nur Hausnummern, nach denen sich Einwohner, Postboten, Lieferanten und Besucher orientieren müssen.